# Phelipara sabahensis
Phelipara sabahensis là một loài bọ cánh cứng trong họ Cerambycidae.